# Electro Team
Електро тим (ЕТ) је хип хоп/евроденс група из Хрватске, активан од 1987.
Сингл ЕТ-а из јула 1993. "Тек је 12 сати" новинари и музички критичари прогласили су хрватским хитом деценије. ЕТ су своју највећу популарност доживели док су наступали са својом бившом певачицом Ваном, која се придружила бенду 1991. и отишла да ради соло каријеру 1998.

## Историја
Електро Тим је основао Адонис Ћулибрк – Бојтроник у Загребу 1987. године. Бенд је инспирисан легендарним хип-хоп/електро бендом Мантроникс. У то време, на Бојтроников позив, Дарко Јурановић Д'Кнок, придружили су се бенду и започели период демо снимања у којем су направили неколико песама. Крајем 1980-их, Скај Рокер се придружио бенду, али је на почетку Домовинског рата отишао у САД. Први јавни наступ бенд је имао 1989. године на телевизији З3 (експериментални програм Хрватске радиотелевизије) где су извели „Мајами Лејдис“ у сопственој уметничкој интерпретацији. У то време Вана (Ивана Раниловић, данас Врдољак), њихова будућа певачица, још увек није била део њихове групе. До данас бенд је објавио седам студијских албума. Бенд је сарађивао са продуцентом Иланом Кабиљом који је тада имао дует са Иваном Раниловић који се звао Илан & Ивана. Ивана је убрзо постала резервна певачица у ЕТ и ова комбинација хип хопа и женског вокала показала се веома успешном. Скај Рокер се вратио у Хрватску 1992. године и учествовао у продукцији ЕТ-јевог дебитантског албума који је углавном био хип хоп и поп реп оријентисан са великом употребом мушких реп вокала, док се Вана појављивала само у неким песме. ЕТ је постајао све популарнији, што их је учинило првим хрватским музичким бендом који се појавио на МТВ-у.
У пролеће 1991. Ивана Раниловић напушта дует Илан & Ивана и коначно улази у ЕТ под својим уметничким именом Вана.  Током рата снимили су песму "Молитва за мир" која је постала велики хит и једна од најпопуларнијих патриотских песама. У јулу 1993. објавили су "Тек је 12 сати", изузетно успешан хит који је неколико година касније проглашен хрватским хитом деценије.  Песма је имала и одличан спот који је у то време у јавности био познат као најскупљи спот у земљи икада.
Second to None, њихов други студијски албум, снимљен 1994. године, довео је до окретања евроденсу са више славних вокала и одмах постао успех. Тада Вана важи за најбољу хрватску денс певачицу, а албум који је створио осам хит синглова био је још популарнији од првог. Исте године бенд је добио и најважнију хрватску музичку награду – Порин – за најбољу вокалну изведбу и најбољи видео. Године 1995. добили су Порин за најбољи сингл године за песму "Да ти нисам била довољна".
Њихов трећи студијски албум Ано Домини (1996) продат је у више од 60.000 примерака, док је сингл са албума "Ја ти признајем" постигао велики успех. До 1998. године бенд је одржао много концерата и чак су постали међународно познати. Поставили су високе стандарде у продукцији спотова, за шта су добили две награде Порин. Исте године Вана и Дарко Јурановић Д`Кнок напуштају бенд желећи да се фокусирају на соло каријеру.
2000. године излази нови албум са новом певачицом Андреом Чубрић под називом Диско Нект. Године 2001. друга певачица, Лана Клингор, заменила је Андреу, а у пролеће 2002. објавили су још један албум под називом Висион 5 који је донео комерцијалнији денс поп звук, док је мушки реп вокал сведен на минимум. Овај албум их је вратио на врх топ-листа синглова, а Лана је постала прихваћена од публике, враћајући старе и привлачећи нове фанове. Продао се веома добро и добио је златни сертификат. Издали су компилацију најбољих хит синглова од 1993. до 2003. која је добила сребрни сертификат.
Године 2005. бенд добија нову певачицу Катарину Раутек и издаје шести албум Франкфурт Бомбај Токио, а 2007. последњи албум до сада под називом Врхунски албум чији се звук разликује од претходног, добро познати стил, доносећи мекши европоп и денс поп са елементима поп фолка у неким песмама и без мушких реп вокала. У јуну 2007. године бенд је прославио 20 година од оснивања и почетка рада као први реп и денс бенд у Хрватској.
Иако ЕТ више није активан и променили су неколико певача, никада нису поновили успех који су имали 90-их са Ваном као певачицом.
У априлу 2016. Катарина напушта ЕТ, а на њено место долази Сара-Елена Менковска, са којом су први пут представљени 2016. са песмом „Ако можеш, опрости“. После 4 месеца престаје сарадња са новом певачицом и од тада је бенд ЕТ на паузи.

## Дискографија
- Electro Team (1992)
- Second to None (1994)
- Anno Domini (1996)
- Disco Neckt (2000)
- Vision 5 (2002)
- Frankfurt Bombay Tokyo (2005)
- Vrhunski album (2007)
- Powercore  (2010)

### Компилацијски албуми
- Ја ти признајем (1995)
- Декада (2003)